# 동시성 제어
정보기술과 컴퓨터 과학에서, 특히 컴퓨터 프로그래밍, 운영 체제, 멀티프로세서, 데이터베이스 분야에서 동시성 제어(concurrency control)는 가능한 빠른 조회와 동시에 병행되는 동작의 정확한 결과가 발생하는 것을 보증한다.
소프트웨어와 하드웨어를 아우르는 컴퓨터 시스템은 모듈 또는 구성 요소로 구성된다. 각 구성 요소는 운영을 정확하게 하도록 설계되어 있는데, 이를테면 특정한 일관성 규칙을 충족하거나 준수하는 것이다. 메시지를 전달하거나 접근 대상 데이터를 공유함으로써(인 메모리나 스토리지) 동시에 동작하는 구성 요소가 상호작용할 때 특정 구성 요소의 일관성이 다른 구성 요소에 의해 위반되는 경우가 생길 수 있다. 동시성 제어의 일반적인 개념은 상호작용하는 동안 병행하여 운영하는 구성 요소의 일관성을 유지하기 위한 규칙, 방식, 디자인 방법론, 이론을 제공하는 것이며, 이로써 전체 시스템의 일관성과 정확성을 보장하는 것이다.

## 같이 보기
- 스케줄 (컴퓨터 과학)

## 참고 자료
- Andrew S. Tanenbaum, Albert S Woodhull (2006): Operating Systems Design and Implementation, 3rd Edition, Prentice Hall, ISBN 0-13-142938-8
- Silberschatz, Avi; Galvin, Peter; Gagne, Greg (2008). 《Operating Systems Concepts, 8th edition》. John Wiley & Sons. ISBN 978-0-470-12872-5.